# João Luís Fernandes
João Luís Fernandes, geralmente conhecido pelo Rei das Meias ou simplesmente Meias (Madeira, 1976), é um cantoneiro, vendedor ambulante e político madeirense, sendo uma das figuras mais populares das ruas do Funchal. Em 2015 candidatou-se a presidente do Governo Regional da Madeira pelo Movimento Alternativa Socialista (MAS).

## Biografia
João Luís nasceu na Madeira em 1976, fazendo a escolaridade obrigatória até ao 10.º ano, que nunca completou.
Aos 14 anos começou a vender nas ruas do Funchal, comercializando toalhas, meias, isqueiros, canetas, cartas, corta-unhas, pilhas, panos de loiça, linhas, agulhas, barretes e porta-chaves, entre outros produtos. Atualmente trabalha como cantoneiro do Governo Regional da Madeira exercendo a atividade de vendedor ambulante após o horário de serviço, pela qual é especialmente conhecido no Funchal, granjeando-lhe a alcunha de "Rei das Meias". Pelo contacto com os turistas, aprendeu a falar alemão, inglês, francês, italiano, ucraniano, romeno e chinês.

### Atividade política
Foi apoiante da CDU, a Nova Democracia e do PTP de José Manuel Coelho, afirmando ter ajudado esses partidos a perceber como se trabalha na rua.
Em 2015 foi escolhido pelo líder regional do partido, José Carlos Gonçalves Jardim - primo de Alberto João Jardim - como candidato do MAS à presidência do executivo nas eleições regionais de 29 de Março desse ano, aparecendo nessa qualidade nos panfletos distribuídos pelo partido.
Apresentou a candidatura a 16 de fevereiro, com o slogan “Vendo meias, mas não estou para meias-medidas”. Embora fosse à época o sétimo na lista do MAS, a popularidade de Fernandes ofuscou o próprio cabeça-de-lista do partido, Gonçalves Jardim. As prioridades do seu programa de governo, à altura, eram o combate ao desemprego e o fim da saída de grandes números de jovens para a emigração, aumentar os impostos aos ricos, repor os círculos eleitorais concelhios no lugar do atual círculo único, “acabar com os carros de luxo dos políticos”, e com o chamado "jackpot", a verba orçamental de cinco milhões de euros que o parlamento madeirense transfere anualmente para os partidos políticos.
A 17 de março, Fernandes entregou à porta da Quinta Vigia, sede da presidência do Executivo madeirense, em nome do MAS, um ramo de flores e um barrete de orelhas, numa irónica visita de cortesia a Alberto João Jardim, com objectivo de comemorar a sua despedida do cargo e levá-lo a "enfiar o barrete".
A candidatura recolheu muitas críticas por quem considerou ter havido a escolha de alguém ingénuo e frágil para ocupar o cargo de presidente do Governo Regional.
A 23 de março, Jardim esclareceu que se ganhassem as eleições e formassem governo, seria ele próprio a assumir essa responsabilidade, mas que queria Fernandes no parlamento "para mostrar a esses engravatados mal cheirosos que o que é preciso na Assembleia é gente honesta, gente decente".
Em novembro do mesmo ano recolheu assinaturas para concorrer à Presidência da República Portuguesa. A 13 desse mês havia conseguido 800 das 7500 assinaturas necessárias.
Em dezembro de 2017, declarou a sua intenção de concorrer à Câmara Municipal do Funchal às eleições autárquicas de 2017, não tendo à época escolhido o partido pelo qual pretendia formalizar essa candidatura.